# 長谷川東蔵

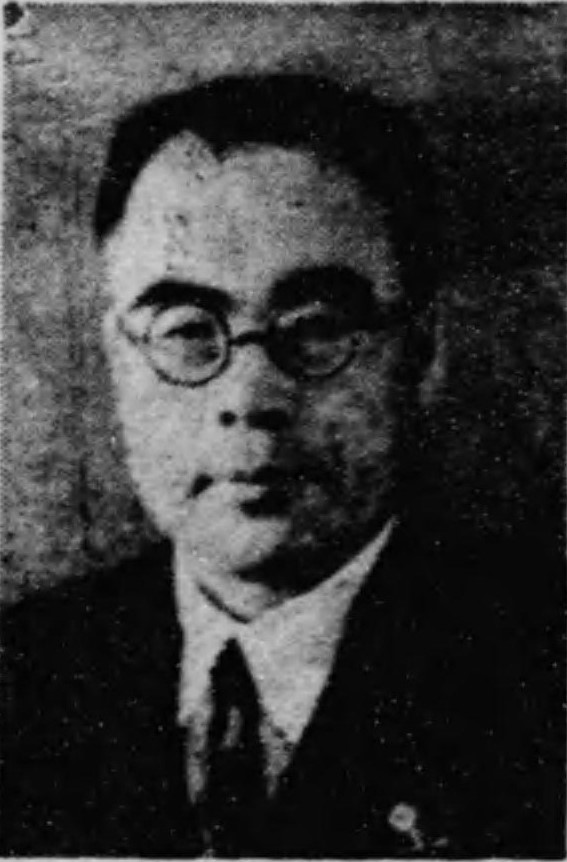
長谷川東蔵

長谷川 東蔵（東藏、はせがわ とうぞう、1904年〈明治37年〉6月23日 - 1963年〈昭和38年〉2月20日）は、昭和期の実業家、政治家。衆議院議員、岐阜県会議長、岐阜県恵那市長。旧名・俊一。

## 経歴
岐阜県恵那郡東野村（現恵那市東野）で、長谷川藤藏、ひろ の長男として生まれる。1930年（昭和5年）東北帝国大学法文学部法律科を卒業。さらに同大大学院で学んだ。
1932年（昭和7年）11月、岐阜県会議員に選出され、同参事会員、同副議長、同議長を歴任した。1946年（昭和21年）4月の第22回衆議院議員総選挙で岐阜県全県区から日本進歩党公認で立候補（俊一名義）したが落選。1947年（昭和22年）4月の第23回衆議院議員総選挙で岐阜県第2区から民主党公認で出馬（俊一名義）して当選し、衆議院議員に1期在任した。その後、第24回（新自由党公認、俊一名義）、第25回総選挙（無所属、東蔵名義）に立候補したがいずれも落選した。
1958年（昭和33年）4月27日、恵那市長に就任。2期在任し1963年2月心臓麻痺のため急逝した。この間、財政赤字の解消、市民祭の開催、市民会館の建設、企業誘致の推進などに尽力した。
実業界では、岐阜県亜炭鉱業会理事長、大日本亜炭鉱業会理事長、全国亜炭産業統制組合理事、第一証券社長、岐阜県証券協会理事長、日本陶磁器加工社長、日吉鉱業取締役などを務めた。